# Deutsches Meisterschaftsrudern 1994
Das 105. Deutsche Meisterschaftsrudern wurde 1994 in Hamburg ausgetragen. Wie im Vorjahr wurden in 23 Bootsklassen Medaillen vergeben, davon 14 bei den Männern und 9 bei den Frauen.

## Medaillengewinner

### Männer
| Bootsklasse                           | Gold | Silber | Bronze |
| ------------------------------------- | --- | --- | --- |
| Einer                                 | André Willms (RC Magdeburg) | Stephan Volkert (RTHC Bayer Leverkusen) | André Steiner (Berliner RC) |
| Doppelzweier                          | Rgm. RTHC Bayer Leverkusen / Berliner RC Stephan Volkert André Steiner | Rgm. RC Karlstadt 1928 / Wormser RC Blau-Weiß Peter Uhrig Christian Händle | Rgm. RV Treviris 1921 Trier / Hallesche Rvg. Böllberg-Nelson Torsten Weishaupt Andreas Hajek |
| Zweier ohne Steuermann                | Rgm. RV Dorsten / RV Münster von 1882 Thorsten Streppelhoff Peter Hoeltzenbein | Rgm. RC Hansa von 1898 / Deutscher Ruder-Club von 1884 Frank Richter Roland Baar | Rgm. Potsdamer RG / ORC Rostock von 1956 Detlef Kirchhoff Hans Sennewald |
| Zweier mit Steuermann                 | RC Hansa von 1898 Matthias Ungemach Heino Zeidler Guido Groß (Stm.) | ORC Rostock von 1956 Michael Peters Thomas Woddow Sven Ifftner (Stm.) | Berliner RC Karsten Finger Ulrich Britting Olaf Kaska (Stm.) |
| Doppelvierer                          | Rgm. Hallesche Rvg. Böllberg-Nelson / Berliner RC / RTHC Bayer Leverkusen / RV Treviris 1921 Trier Torsten Weishaupt Andreas Hajek Stephan Volkert André Steiner | Rgm. Dresdner RC 1902 / ORC Rostock von 1956 / Hallesche Rvg. Böllberg-Nelson Michael Koban Marko Schwalbe Andreas Müller Daniel Pönisch | Rgm. Potsdamer RG / SC Berlin / RG Wiking Leipzig André Mücke Ben Paulokat Marco Geisler Marco Bednarz |
| Vierer ohne Steuermann                | Rgm. RC Favorite Hammonia Hamburg / Berliner RC / RC Tegel 1886 Mark Schreyer Arnold Schulze Stefan Kötitz Johannes-Maria Galandi | Rgm. RK am Baldeneysee Essen / RRG Mülheim / Berliner RC / ARC Würzburg Stefan Forster Mark Kleinschmidt Ulrich Viefers Marc Weber | Rgm. RC Hansa von 1898 / RRG Mülheim / ARC zu Münster / RK am Baldeneysee Essen Björn Siebert Christian Ungemach Christian Korb Falko Fugel |
| Vierer mit Steuermann                 | Rgm. ARC Würzburg / Münchener RC von 1880 / RG Wiking Leipzig / Ratzeburger RC Wolfram Huhn Henrik Loth Ingmar Guhl Jochen Lerche Rico Bräutigam (Stm.) | Rgm. ORC Rostock von 1956 / Berliner RC Robert Engelhorn Dirk Buchholz Jens Krüger Jörn Bredernitz Sven Ifftner (Stm.) | Rgm. Dresdner RC 1902 / Potsdamer RG / RC Hansa von 1898 Lars Krisch Enrico Schnabel Matthias Kanski Ike Landvoigt Guido Groß (Stm.) |
| Achter                                | Rgm. RC Hansa von 1898 / RG Benrath / Würzburger RG Bayern / Deutscher Ruder-Club von 1884 / Mainzer RV von 1878 / RV Münster von 1882 Andreas Lütkefels Dieter Sator Jürgen Hecht Stefan Scholz Frank Richter Colin von Ettingshausen Martin Steffes-Mies Roland Baar Peter Thiede (Stm.)               | Rgm. Berliner RC / RC Hansa von 1898 / RK am Baldeneysee Essen / ARC Würzburg / RRG Mülheim / RC Favorite Hammonia Hamburg / RC Tegel 1886 Stefan Forster Mark Kleinschmidt Ulrich Viefers Marc Weber Mark Schreyer Arnold Schulze Stefan Kötitz Johannes-Maria Galandi Guido Groß (Stm.) | Rgm. Dresdner RC 1902 / Potsdamer RG / ARC Würzburg / Ratzeburger RC / Osnabrücker RV / RC Westfalen Herdecke / RG Wiking Leipzig Mark Stumpe Frank Flörke Wolfram Huhn Ingmar Guhl Lars Krisch Enrico Schnabel Matthias Kanski Ike Landvoigt Rico Bräutigam (Stm.)      |
| Leichtgewichts-Einer                  | Sebastian Franke (RG Hansa Hamburg) | Heiko Gläser (Lübecker RG von 1885) | Tim Schönberg (Der Hamburger und Germania Ruder Club) |
| Leichtgewichts-Doppelzweier           | Rgm. Karlsruher RK Allemannia / Flörsheimer RV 08 Michael Schöttler Jens Weckbach | Rgm. Mainzer RV von 1878 / Stuttgarter RG von 1899 Andreas Lutz Ingo Euler | RC Undine Radolfzell Björn Spaeter Nikolaus Hautsch |
| Leichtgewichts-Zweier ohne Steuermann | Rgm. RC Karlstadt 1928 / RC Allemannia von 1866 Hamburg Roland Händle Christian Dahlke | Rgm. RTHC Bayer Leverkusen / Duisburger RV Herbert Vogt Jörg Küpper | Rgm. RC Nassovia Höchst / Rvg. Rheno-Franconia Frankfurt Daniel Rosenberger Jörn Hirsemann |
| Leichtgewichts-Doppelvierer           | Rgm. Mainzer RV von 1878 / Stuttgarter RG von 1899 / Marbacher RV von 1878 / Bonner RG Jan Linketscher Frank Günder Klaus Götte Bernhard Rühling | Rgm. Lübecker RG von 1885 / Emder Ruderverein / RC Undine Radolfzell Heiko Gläser Hendrik Bracht Björn Spaeter Nikolaus Hautsch | Rgm. RC Favorite Hammonia Hamburg / Binger RG 1911 / Frankfurter RG Sachsenhausen Holger Rohrbach Holger Wilhelm Christian Heim Christian Clasen |
| Leichtgewichts-Vierer ohne Steuermann | Rgm. RTHC Bayer Leverkusen / RK am Wannsee Berlin / Bremer RV von 1882 / RC Aschaffenburg von 1898 Martin Weis Oliver Rau Stephan Fahrig Bernhard Stomporowski | Rgm. Berliner RC / RG Wiking Berlin Iradj El-Qalqili Maximilian Wagner Christian Bartels Matthias Gathmann | Rgm. RV Wandsbek / Berliner RK Brandenburgia Teja Töpfer Arne Ebeling Tobias Rose Ramin Dibadj |
| Leichtgewichts-Achter                 | Rgm. RC Aschaffenburg von 1898 / RTHC Bayer Leverkusen / Deutscher Ruder-Club von 1884 / Duisburger RV / Bremer RV von 1882 / RK am Wannsee Berlin / Berliner RC Stephan Fahrig Herbert Vogt Matthias Edeler Martin Weis Jörg Küpper Uwe Thomas Maerz Oliver Rau Bernhard Stomporowski Olaf Kaska (Stm.) | Rgm. RG Wiking Berlin / Hannoverscher RC von 1880 / RC Witten / ORC Rostock von 1956 Lars Ziegner Anselm Roth Stefan Locher Thomas Schäfer Malte-Tobias Wittek Christian Lisdat Carsten Lehr Martin Hasse Olaf Schulz (Stm.)                                                              | Rgm. Berliner RC / RG Wiking Berlin / Potsdamer RC Germania / RV Saar Undine Saarbrücken / ARC Würzburg Jan Wartmann Nils Laschinsky Nima Marandi Nenad Dimitrijevic Iradj El-Qalqili Maximilian Wagner Christian Bartels Matthias Gathmann Joachim Schleifenbaum (Stm.) |

### Frauen
| Bootsklasse                           | Gold | Silber | Bronze |
| ------------------------------------- | --- | --- | --- |
| Einer                                 | Kathrin Boron (Potsdamer RG) | Angela Schuster (Hanauer RG 1879) | Isabell Klunker (Steeler RV) |
| Doppelzweier                          | Potsdamer RG Kerstin Köppen Kathrin Boron | Rgm. Potsdamer RG / RG Wiking Leipzig Jana Sorgers Kristina Mundt | Rgm. Hanauer RG 1879 / RG Hansa Hamburg Angela Schuster Daniela Molle |
| Zweier ohne Steuerfrau                | Rgm. RK am Baldeneysee Essen / RC Hansa von 1898 Birte Siech Gabriele Mehl | RV Saar Undine Saarbrücken Stefani Werremeier Christiane Harzendorf | RV Saar Undine Saarbrücken Micaela Schmidt Ute Wagner-Stange |
| Doppelvierer                          | Rgm. Karlsruher RV Wiking / SC Berlin / RG Wiking Leipzig / Potsdamer RG Birgit Peter Katrin Rutschow Kristina Mundt Jana Sorgers                                                                                          | Rgm. Steeler RV / SC Berlin / SC Magdeburg / Potsdamer RG Kristina Erbe Nicole Steiner Manuela Lutze Kati Krause | Rgm. Hanauer RG 1879 / RG Hansa Hamburg / Steeler RV Angela Schuster Maren Derlien Isabell Klunker Daniela Molle                                                                             |
| Vierer ohne Steuerfrau                | RV Saar Undine Saarbrücken Micaela Schmidt Stefani Werremeier Christiane Harzendorf Ute Wagner-Stange | Rgm. RV Saar Undine Saarbrücken / SC Berlin / RG Wiking Leipzig Katrin Rehme Kathrin Henker Anja Pyritz Antje Heilig | Rgm. Frauen-RV Freiweg Frankfurt / Karlsruher RV Wiking Eva Breinlinger Andrea Kuehn Heike Zazworka Andrea Gesch                                                                             |
| Achter                                | Rgm. RV Saar Undine Saarbrücken / SC Berlin / RK am Wannsee Berlin Kathrin Haacker Gerte John Christiane Harzendorf Stefani Werremeier Doreen Martin Dana Pyritz Micaela Schmidt Ute Wagner-Stange Stefani Gagliano (Stf.) | Rgm. RV Saar Undine Saarbrücken / SC Berlin / RG Wiking Leipzig / Potsdamer RG / Essen-Werdener RC Katrin Rehme Kathrin Henker Anja Pyritz Antje Heilig Peggy Manske Antje Maaß Anke Weiler Antje Frank Monique Richter (Stf.) | Rgm. Potsdamer RG / SC Berlin / SC Berlin-Grünau Katrin Foppke Yvonne Kielgaß Kathleen Naser Daniela Knauth Steffi Teichmüller Stefanie Vogel Nicole Flack Jana Müller Doreen Schnell (Stf.) |
| Leichtgewichts-Einer                  | Michelle Darvill (Deutscher Ruder-Club von 1884) | Annette Barkmann (Bremer RC Hansa) | Astrid Eichhorn (Berliner RK Brandenburgia) |
| Leichtgewichts-Doppelzweier           | Rgm. Ludwigshafener RV von 1878 / RG Heidelberg 1898 Karin Stephan Ulrike Dohnke | Rendsburger RV Gunda Reimers Janet Radünzel | Rgm. RG Wiesbaden-Biebrich 1888 / Gießener RC Hassia Susanne Borg Ruth Kaps |
| Leichtgewichts-Vierer ohne Steuerfrau | Rgm. Ludwigshafener RV von 1878 / RG Heidelberg 1898 / RC Tegel 1886 / Dormagener RG Bayer Dagmar Franke Karin Stephan Anke Holler Ulrike Dohnke                                                                           | Rgm. RRG Mülheim / Osnabrücker RV / RG Benrath / RTHC Bayer Leverkusen Iris Klauer Jutta Schausten Cora Zillich Susanne Klotz                                                                                                  | Rgm. RG Treis-Karden 1969 / RTHC Bayer Leverkusen / RG Wiesbaden-Biebrich 1888 / Gießener RC Hassia Claudia Engels Cornelia Cichy Susanne Borg Ruth Kaps                                     |